# San Cebrián de Mazote (kommunhuvudort)
San Cebrián de Mazote är en kommunhuvudort i Spanien.   Den ligger i provinsen Provincia de Valladolid och regionen Kastilien och Leon, i den centrala delen av landet, 180 km nordväst om huvudstaden Madrid. San Cebrián de Mazote ligger 761 meter över havet och antalet invånare är 192.
Terrängen runt San Cebrián de Mazote är platt. Runt San Cebrián de Mazote är det mycket glesbefolkat, med 7 invånare per kvadratkilometer. Närmaste större samhälle är Torrelobatón, 10,8 km öster om San Cebrián de Mazote. Trakten runt San Cebrián de Mazote består till största delen av jordbruksmark.